# Vřesovice (kraj południowomorawski)
Vřesovice – wieś gminna w Czechach, w kraju południowomorawskim. Wieś leży 9 km na północny wschód od Kyjova. Na początku 2011 gminę zamieszkuje 605 osób. Vřesovice należą do mikroregionu Podchřibí.
We wsi znajdują się: przedszkole, szkoły podstawowa i zawodowa oraz dom dziecka.

## Historia
Wieś po raz pierwszy wzmiankowana była w roku 1358. W tym czasie w pobliżu wsi osiedlili się augustianie, którzy wznieśli klasztor i niewielki zamek. Do wojen husyckich miejscowość pozostawała tzw. wolną wsią. W 1421 husyci wkroczyli do Vřesovic i zniszczyli klasztor oraz zamek. W XVI w. król czeski Ferdynand I Habsburg (od 1556 cesarz) przekazał Vřesovice Přemkovi z Víckova. Nowy właściciel zastawił wieś miastu Kyjov, które stało się właścicielem wsi w 1577. Szybszy rozwój nastąpił dopiero po zakończeniu II wojny światowej.

## Zabytki
- kaplica z 1905
- kapliczka przydrożna
- pomnik mieszkańców poległych w czasie wojen światowych w latach 1914–1918 i 1939–1945
- pozostałości założenia forteczno-klasztornego z poł. XIV w.

## Słynni mieszkańcy
- Jakub z Vřesovic – husycki dowódca i polityk;
- Jan Wejhard Wrzesowicz – baron, generał major w armii szwedzkiej, walczył przeciwko Rzeczypospolitej w trakcie potopu.